# 国道166号

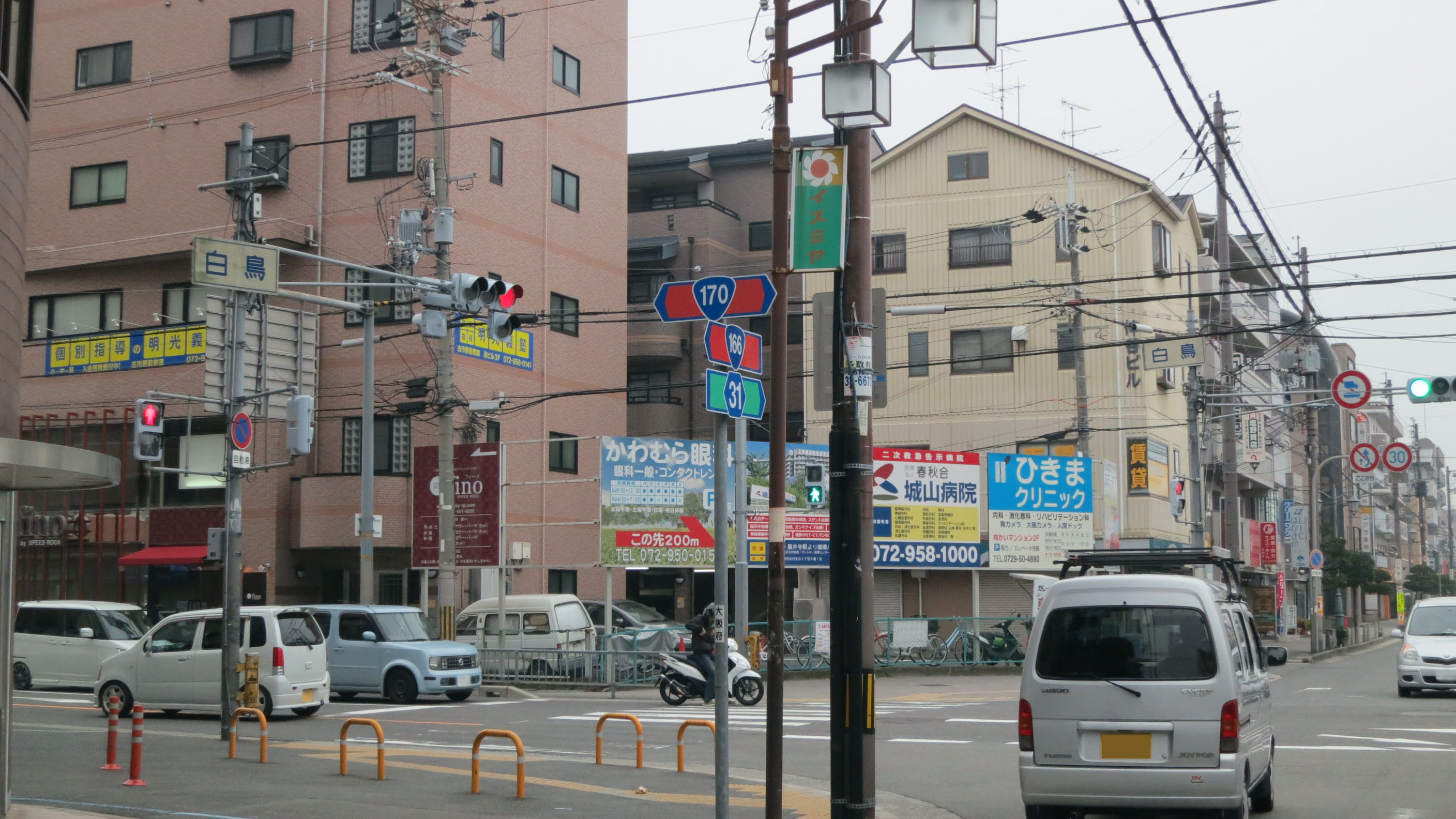
国道166号 起点
大阪府羽曳野市 白鳥交差点

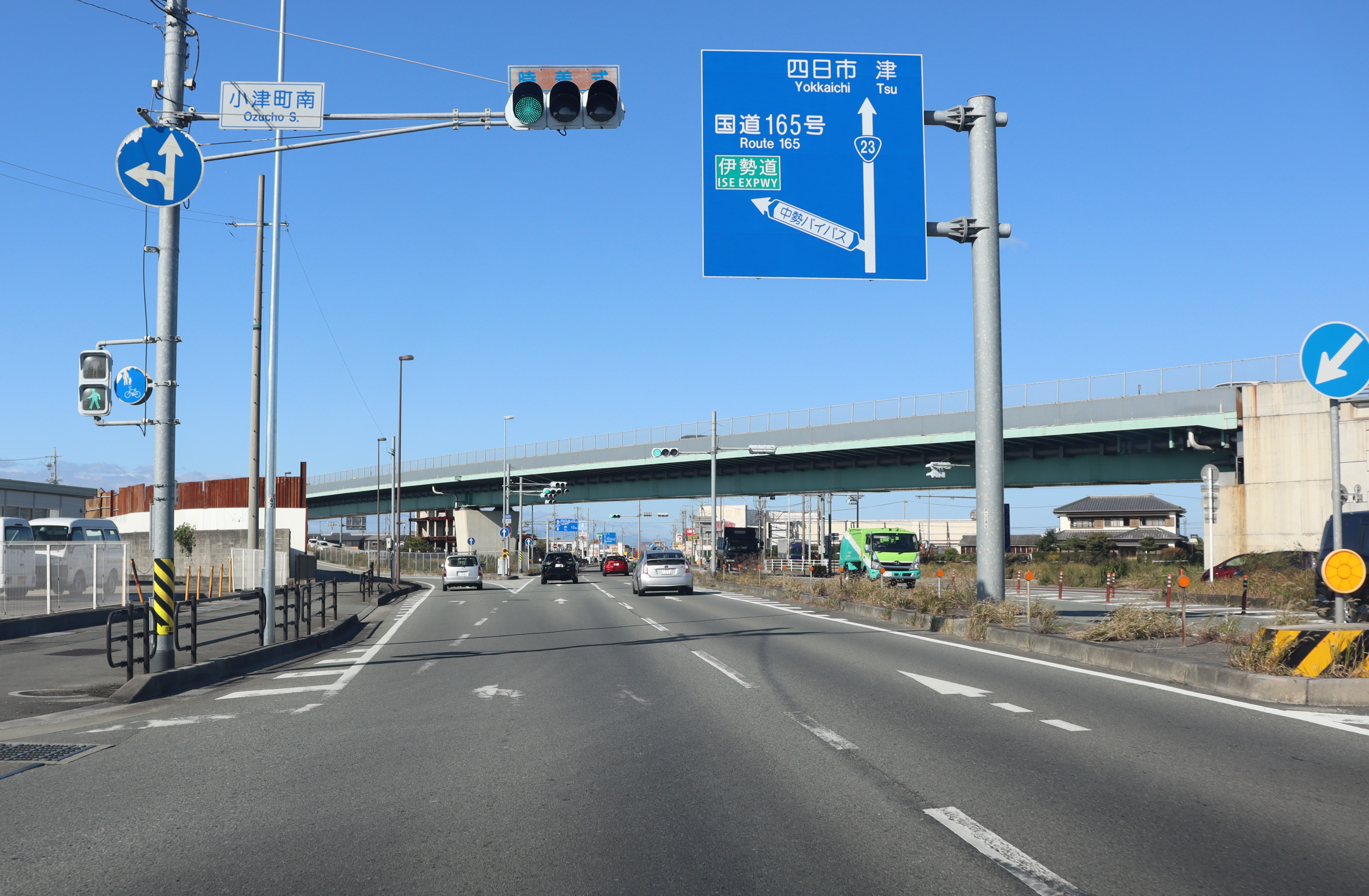
国道166号 終点
三重県松阪市 小津町南交差点

国道166号（こくどう166ごう）は、大阪府羽曳野市から三重県松阪市に至る一般国道である。

## 概要

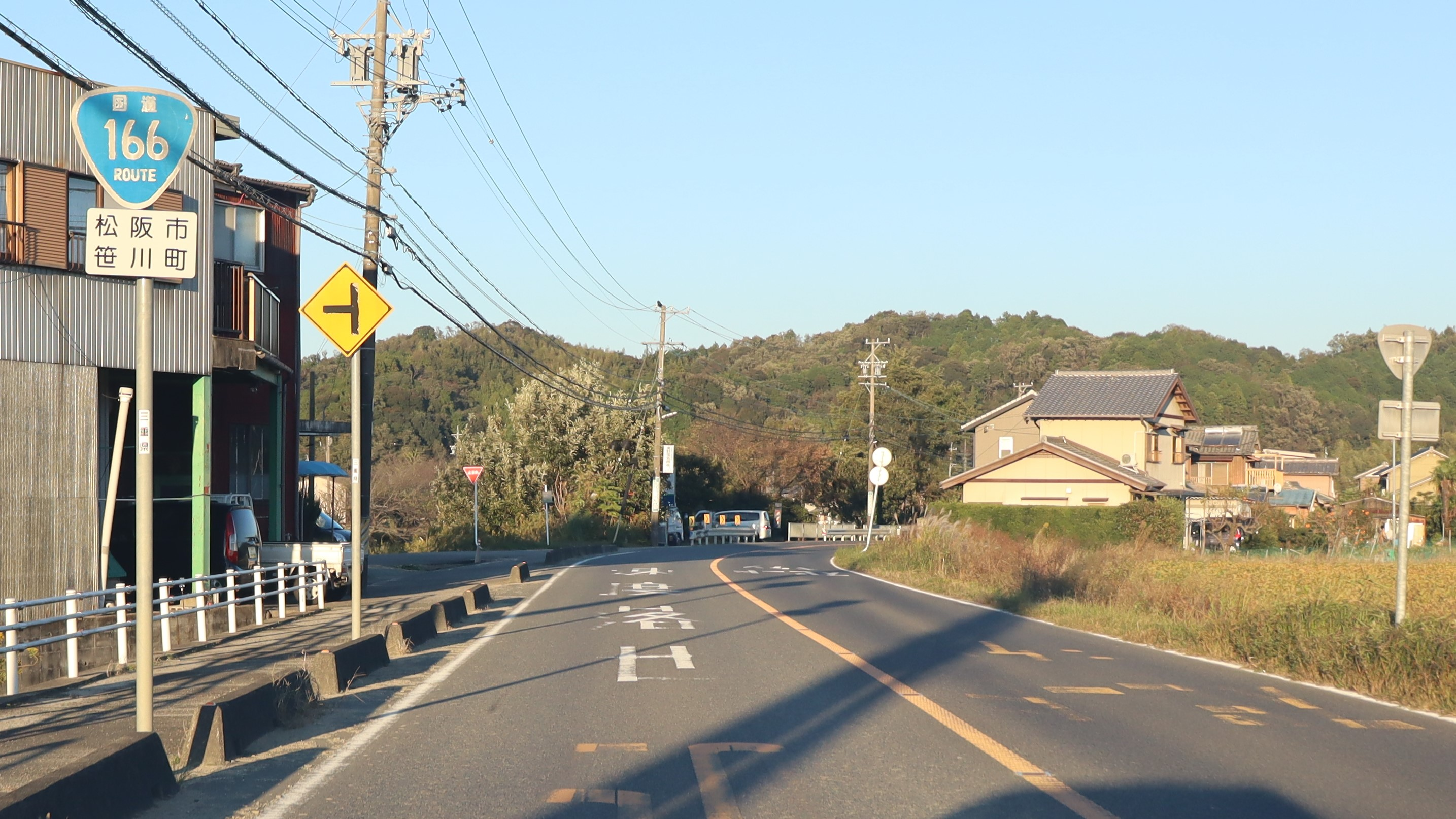
三重県松阪市笹川町
2019年11月撮影

国道165号などとともに、紀伊半島の北部を東西に横断する国道路線のひとつ。大阪 - 奈良間の生駒山地を越える区間は竹内街道（竹ノ内街道）、紀伊山地北部の三重県内の区間は和歌山街道ともよばれる。
大阪 - 奈良区間において、阪和道美原JCTから伸びる南阪奈道路の羽曳野IC以東はバイパス（国道165号と重複）として作られている。橿原市四条町から葛城市東室間は以前は国道24号だったものが2005年（平成17年）4月に国道166号に変更になっている。
道幅が狭い区間が多く、羽曳野市内の近鉄古市駅から臥龍橋西詰付近と、大和高田市内の大中橋から旭北町国道165交点の2つの区間は西向き（終点→起点方向）の一方通行となっている。そのため起点から終点方向へは自動車や原付による全線走破は不可能である。また、一方通行でない区間でも道幅が狭い部分は多く、羽曳野市内の駒ヶ谷駅から上ノ太子駅間においては未整備区間が多く、民家の軒が張り出した路地のような狭路が続く。そのため「国道」でありながら、大・中型車の通行は不可能で「都市型酷道」と呼ばれる。

### 路線データ
一般国道の路線を指定する政令に基づく起終点および重要な経過地は次のとおり。
- 起点：羽曳野市（白鳥交差点 = 国道170号交点、大阪府道31号堺羽曳野線終点）
- 終点：松阪市（小津町南交差点[3] = 国道23号交点、三重県道580号白山小津線終点）
- 重要な経過地：奈良県北葛城郡當麻町[注釈 4]、大和高田市、橿原市、桜井市、同県宇陀郡大宇陀町[注釈 5]、三重県飯南郡飯高町[注釈 6]、同郡飯南町[注釈 6]
- 総延長 : 130.3 km（三重県 67.1 km、大阪府 9.1 km、奈良県 54.1 km）重用延長を含む。[4][注釈 7]
- 重用延長 : 6.5 km（三重県 0.0 km、大阪府 - km、奈良県 6.5 km）[4][注釈 7]
- 未供用延長 : なし[4][注釈 7]
- 実延長 : 123.8 km（三重県 67.1 km、大阪府 9.1 km、奈良県 47.6 km）[4][注釈 7]
  - 現道 : 122.0 km（三重県 66.8 km、大阪府 9.1 km、奈良県 46.1 km）[4][注釈 7]
  - 旧道 : 1.2 km（三重県 0.3 km、大阪府 - km、奈良県 0.9 km）[4][注釈 7]
  - 新道 : 0.6 km（三重県 - km、大阪府 - km、奈良県 0.6 km）[4][注釈 7]
- 指定区間：国道165号、国道24号と重複する区間（奈良県大和高田市 / 葛城市・東室交差点 - 橿原市・四条町交差点）[5]

## 歴史
国道166号のなかでも奈良と大阪間の生駒山地を越える区間の道筋は、奈良県葛城市と大阪府堺市を結ぶ竹内街道のうち、葛城市 - 羽曳野市間を踏襲している。『日本書紀』によれば、竹内街道は飛鳥時代の推古天皇21年（613年）に設置された道で、現在の一般国道の中でも「国（朝廷）が管理する道」という意味では最も古い道である。
道路法（昭和27年法律第180号）に基づく二級国道として初回指定された路線のひとつである。1953年（昭和28年）の国道指定当初は、大和高田市から松阪市に至る路線として「二級国道166号大和高田松阪線」に指定された。その後、1965年（昭和40年）4月の道路法改正により、一級国道・二級国道の区分が廃止されることとなり、「一般国道166号」となる。1975年（昭和50年）に大阪府道羽曳野太子線、大阪府道大和高田富田林線の一部、奈良県道大和高田富田林線を編入し、羽曳野市から松阪市に至る路線として指定された。
1975年（昭和50年）の羽曳野 - 大和高田間の追加指定の経緯についてはっきりしていないが、一説には生駒山地の暗峠を越える国道308号（大阪 - 奈良）と同様に、自動車専用道路の南阪奈道路（堺 - 葛城）を一般国道のバイパス道路として建設するために、狭隘道路を改良することを名目にダミーとして竹内街道を国道に追加指定したものと推察されている。

### 年表
- 1953年（昭和28年）5月18日 - 二級国道166号大和高田松阪線（大和高田市 - 松阪市）として指定施行[8]。
- 1965年（昭和40年）4月1日 - 道路法改正により一級・二級区分が廃止されて一般国道166号として指定施行[2]。
- 1975年（昭和50年）4月1日 - 起点側を延伸し、一般国道166号（羽曳野市 - 松阪市）として指定施行[10]。
- 2019年（平成31年）4月1日 - 三重県内の国道42号一部区間が管理者変更、それに伴い大黒田西交差点 - 小津町南交差点間が国道166号へ編入[3]。
- 2024年（令和6年）8月29日 - 令和6年台風第10号接近に伴う集中豪雨により、松坂市内で百々川が氾濫して道路が冠水[12]。

## 路線状況

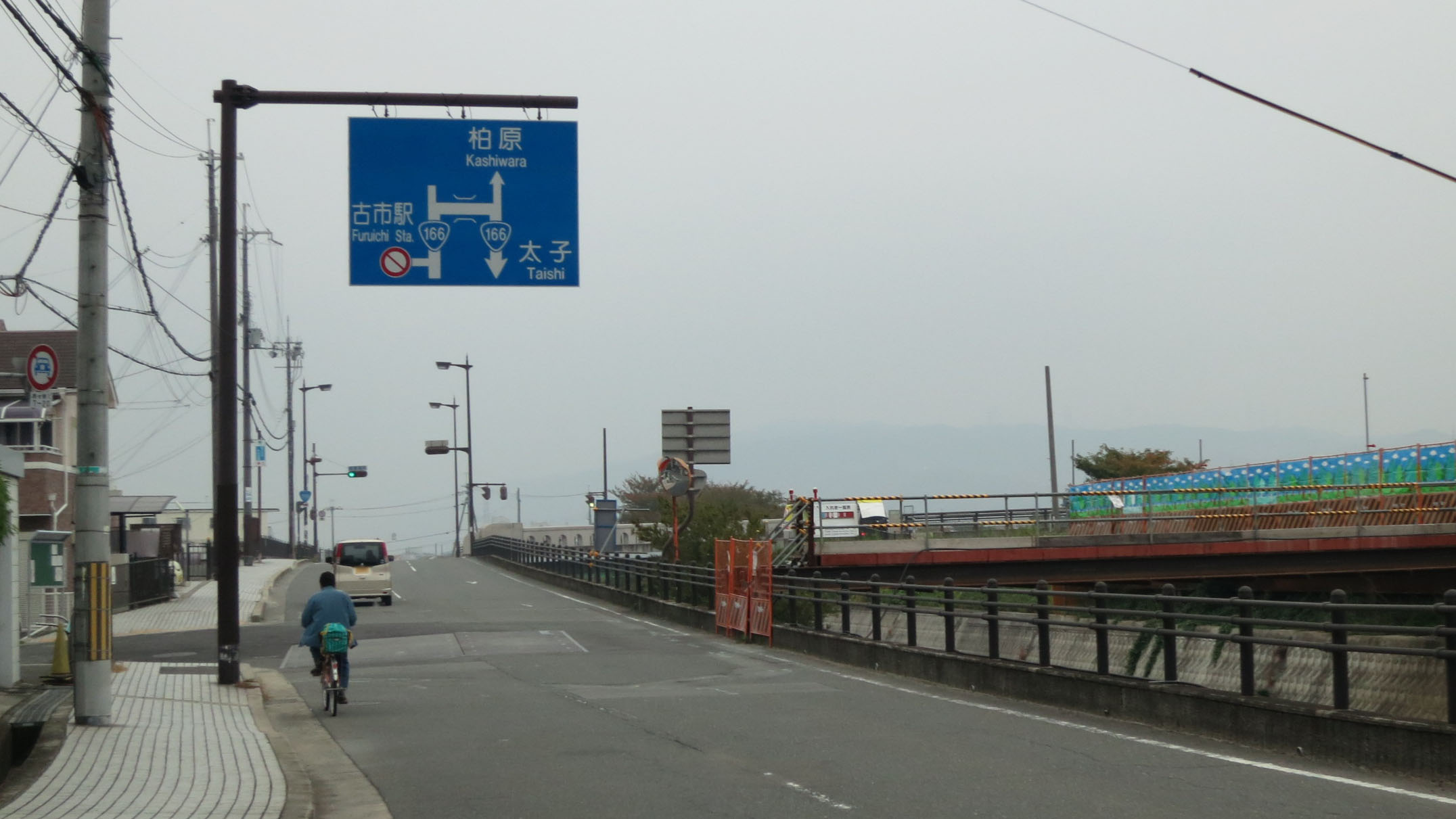
起点方向付近で車両進入禁止の標識がある、近鉄古市駅付近
大阪府羽曳野市古市3丁目

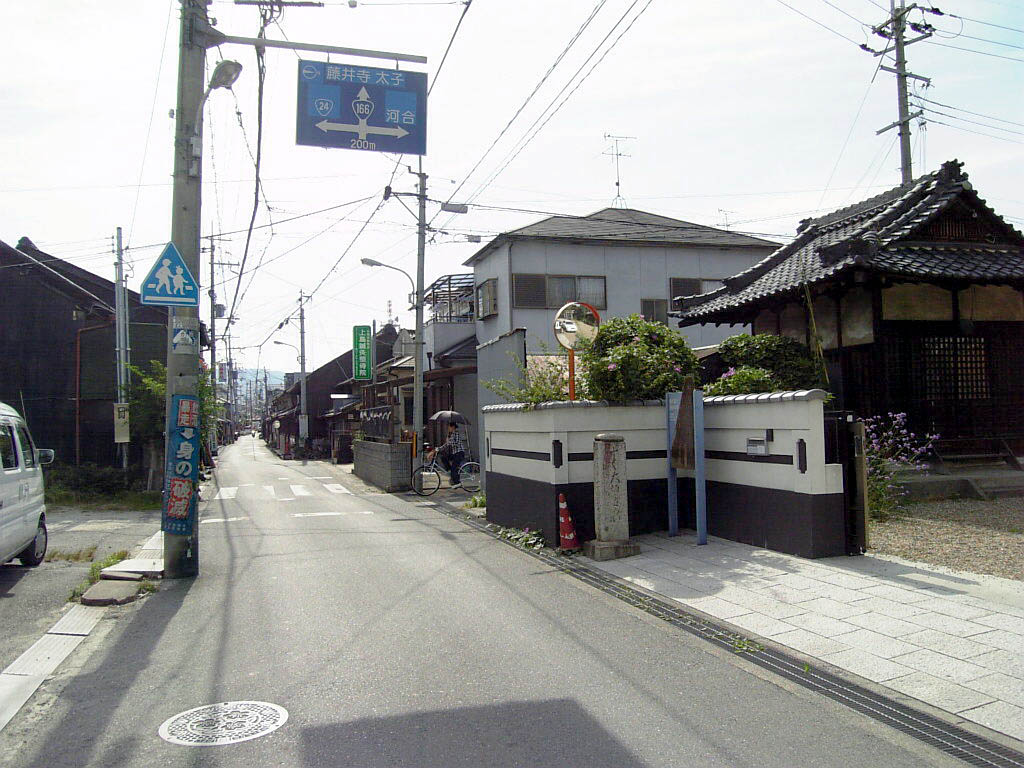
大和高田市南本町・長谷本寺前。西向き一方通行区間（伊勢本街道）

全体的には、紀伊半島を横断するように大阪府羽曳野市と三重県松阪市とを東西に結ぶ道路である。大阪・奈良の府県境にある竹内峠付近に、かつての旧街道が残されている。奈良・三重県境の高見峠では、自動車通行に配慮したループ橋が設置されていて、この路線の起点付近を除いて全体的には自動車が走りやすい道路となっている。
起点である大阪府羽曳野市の白鳥交差点には、国道166号の表記がある案内標識類は立てられていない。白鳥交差点から国道に沿って東へ近鉄古市駅方面に進むと、古市駅近くの踏切で車両進入禁止になり、踏切を含む約130 m区間が東から西方向への車両一方通行規制である。羽曳野市古市の国道166号は、道幅は狭く制限速度20 km/hに規制され、路上駐車も多いうえに道路の線形も悪く曲がりくねっており、都市型の「酷道」とよばれるほど自動車の走行には向いていない。古市駅の踏切から近鉄南大阪線に沿って2駅隣の上ノ太子駅前まで、民家が密集する旧市街のなかを縫うように路地のような様相の竹内街道の経路を進み、約4 kmにわたり道幅が広くなったり狭くなったりを繰り返す。

### 通称

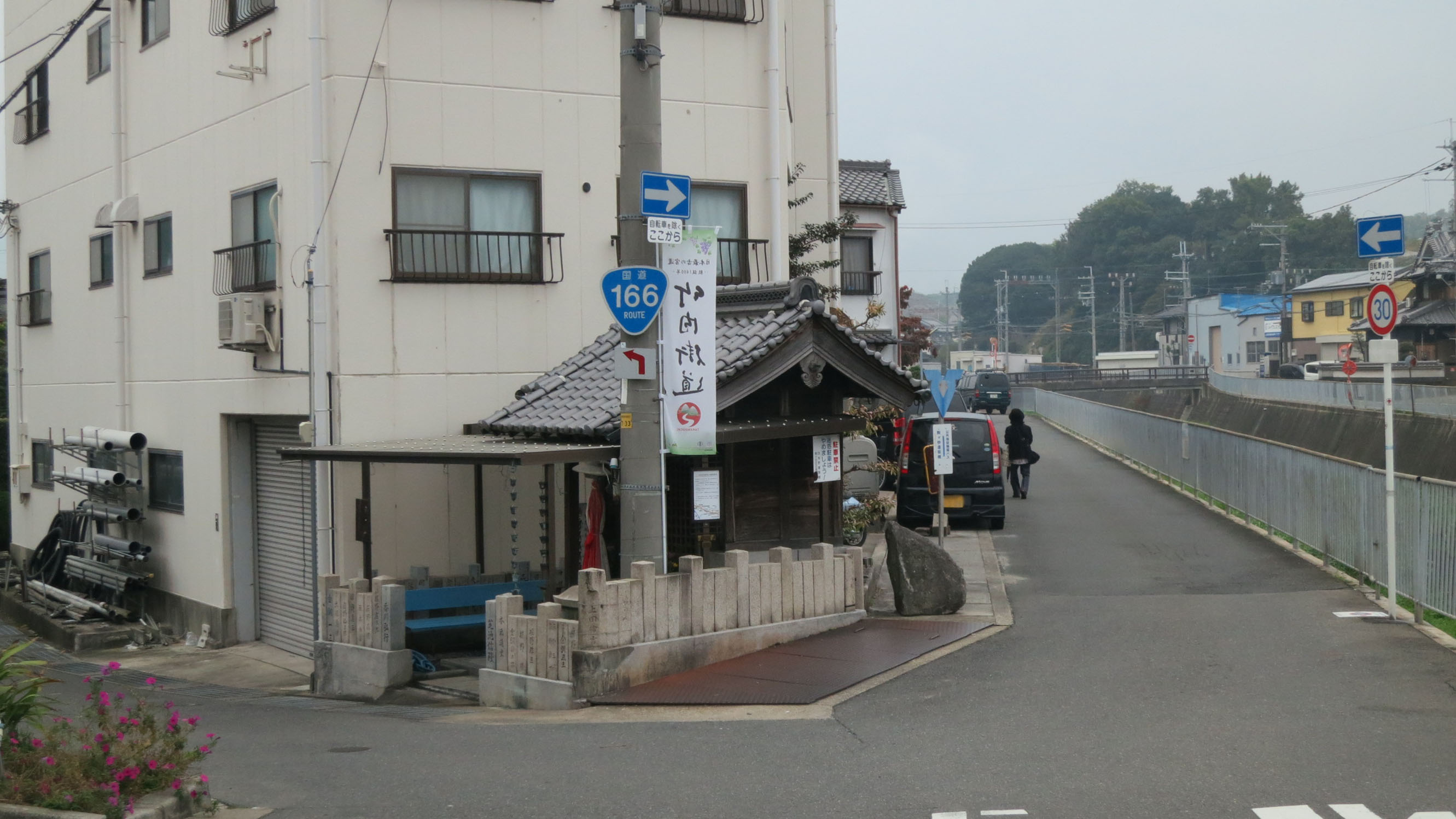
竹内街道の狭路区間
大阪府羽曳野市駒ケ谷

- 竹内街道
- 伊勢本街道
- 伊勢街道
- 参宮街道
- 和歌山街道

### バイパス
- 南阪奈道路（羽曳野IC - 弁之庄ランプ）
- 大和高田バイパス（弁之庄ランプ - 東室ランプ）
- 鷲家バイパス
- 高見国道
- 田引バイパス

### 重複区間

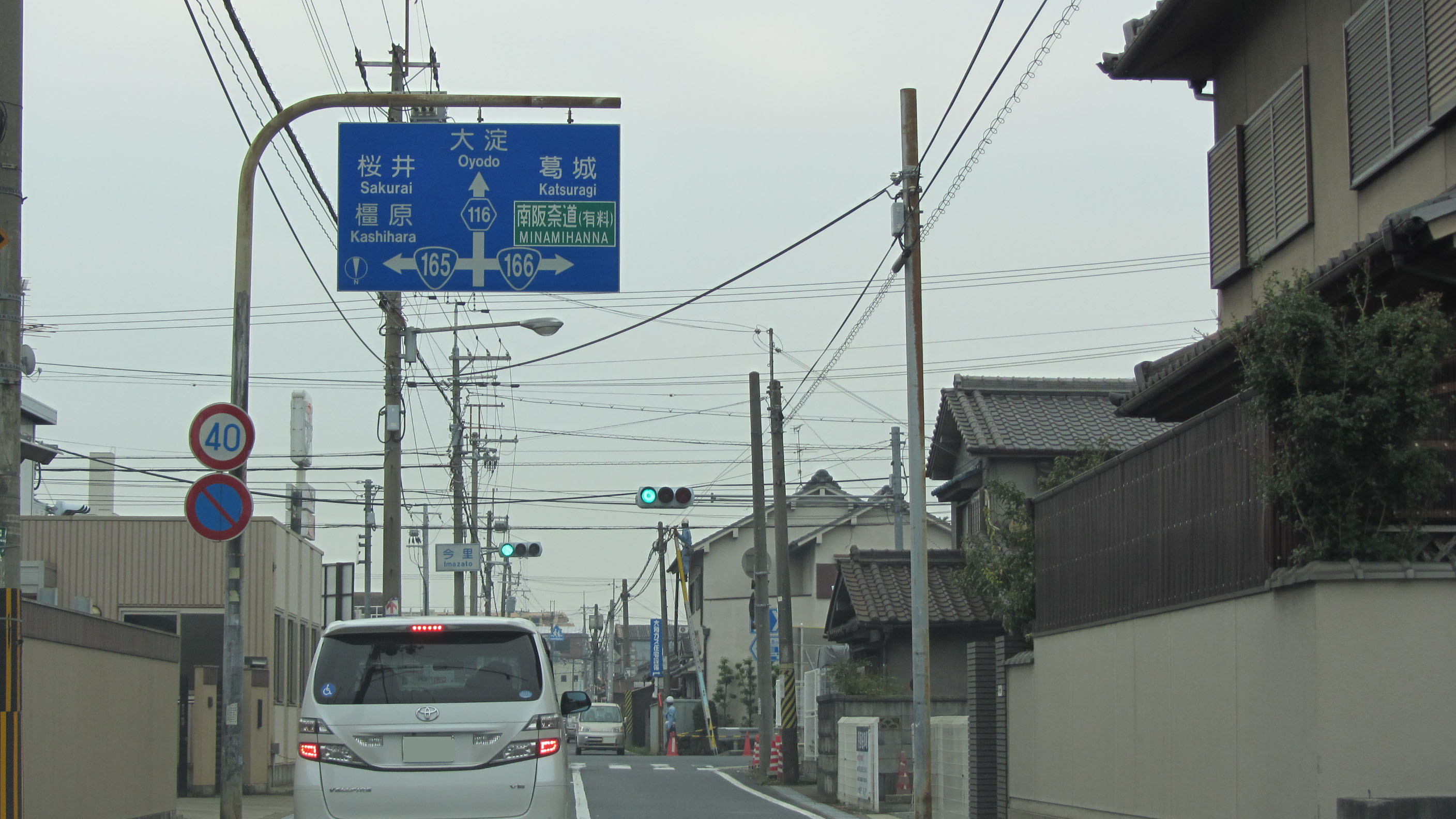
国道165号との重複
奈良県大和高田市旭南町

- 国道168号（奈良県葛城市長尾・長尾交差点 - 葛城市東室・東室交差点）
- 国道165号（奈良県大和高田市旭北町・旭北町交差点 - 大和高田市今里町・今里交差点、橿原市・四条町交差点 - 桜井市・外山交差点）
- 国道24号（奈良県葛城市東室・東室交差点 - 橿原市曲川町7丁目・曲川町東交差点）
- 国道24号（奈良県橿原市四条町・四条町交差点 - 橿原市八木町1丁目・橿原郵便局前交差点）
- 国道165号（奈良県橿原市四条町・四条町交差点 - 桜井市大字外山・外山交差点）
- 国道169号（奈良県橿原市兵部町・兵部町交差点 - 桜井市大字谷・谷交差点）
- 国道370号（奈良県宇陀市大宇陀内原・内原交差点 - 宇陀市大宇陀拾生・拾生交差点）
- 国道422号（三重県松阪市飯高町富永 - 松阪市飯高町赤桶）
- 国道368号（三重県松阪市飯南町粥見・粥見井尻交差点 - 松阪市飯南町粥見・粥見赤滝交差点）
- 国道369号（三重県松阪市飯南町粥見・粥見赤滝交差点 - 松阪市宮町・宮町交差点）

### 道路施設

#### 橋梁
- 大阪府
  - 臥龍橋（石川、羽曳野市）
  - 逢坂橋（飛鳥川、羽曳野市）
  - 月読橋（飛鳥川、羽曳野市）
  - 八丁橋（飛鳥川、羽曳野市）
  - 念佛橋（羽曳野市）
  - 松本橋（飛鳥川、羽曳野市 - 南河内郡太子町）
  - 春日橋（飛鳥川、南河内郡太子町）
  - 山田橋（飛鳥川、南河内郡太子町）
  - 風鼻橋（飛鳥川、南河内郡太子町）
- 奈良県
  - 長足橋（鎮守川、御所市）
  - 曽我川橋（曽我川、橿原市）
  - 高取川橋（高取川、橿原市）
  - 橿原橋（飛鳥川、橿原市、国道24号重複区間内）
  - 充満橋（米川、橿原市、国道165号重複区間内）
  - 磐余大橋（寺川、桜井市、国道165号重複区間内）
  - 阿駄野橋（本郷川、宇陀市）
  - 黒木橋（黒木川、宇陀市）
  - 水分橋（芳野川、宇陀市）
- 三重県
  - 中瀬橋（櫛田川、松阪市）
  - 平瀬大橋（櫛田川、松阪市）
  - 粟野橋（櫛田川、松阪市）
  - 片平第一橋（櫛田川、松阪市）
  - 新赤桶橋（櫛田川、松阪市）
  - 松阪跨線橋（紀勢本線・近鉄山田線、松阪市）
  - 松阪橋（阪内川、松阪市）

#### トンネル
- 奈良県
  - 女寄（みより）トンネル：延長530 m、2007年（平成19年）竣工、桜井市 - 宇陀市
  - 鷲家（わしか）トンネル：延長120 m、1976年（昭和51年）竣工、吉野郡東吉野村
  - 新木津（しんこつ）トンネル：延長120 m、1990年（平成2年）竣工、吉野郡東吉野村
  - 新杉谷トンネル：延長65 m、1987年（昭和62年）竣工、吉野郡東吉野村
  - 高見トンネル：延長2,470 m、1983年（昭和58年）竣工、吉野郡東吉野村 - 三重県松阪市
- 三重県
  - 木梶トンネル：延長120 m、1977年（昭和52年）竣工、松阪市
  - 落方トンネル：延長128 m、1976年（昭和51年）竣工、松阪市
  - 桑原トンネル：延長135 m、1973年（昭和48年）竣工、松阪市
  - 田引トンネル：延長650 m、1993年（平成5年）竣工、松阪市

#### 道の駅
- 大阪府
  - 近つ飛鳥の里太子（南河内郡太子町）
- 奈良県
  - かつらぎ（葛城市）
- 宇陀路大宇陀（宇陀市）
- 三重県
  - 飯高駅（松阪市）
  - 茶倉駅（松阪市）

## 地理

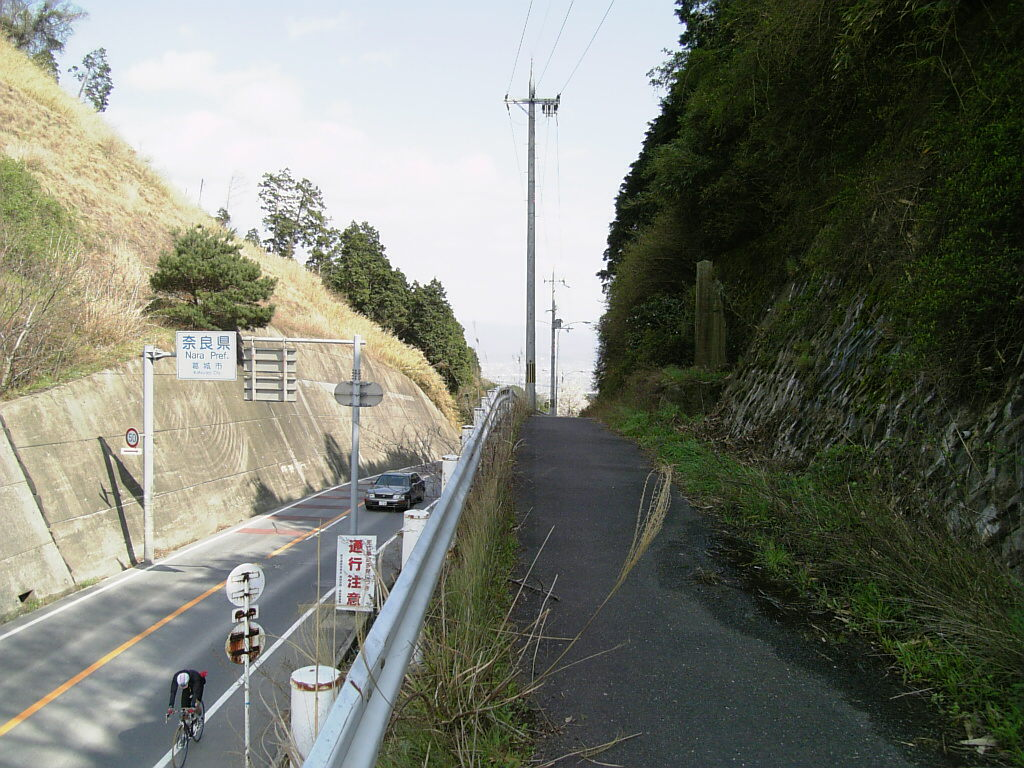
竹内峠（大阪府・奈良県境）
左が国道166号。右は旧街道

酷道とされている竹ノ内街道沿いには、近鉄南大阪線が並走している。竹ノ内街道の要衝として発展した上ノ太子駅周辺には、叡福寺、河内源氏や小野妹子の墓などの史跡が多い。

### 通過する自治体
- 大阪府
  - 羽曳野市 - 南河内郡太子町
- 奈良県
  - 葛城市 - 大和高田市 - 葛城市 - 大和高田市 - 橿原市 - 桜井市 - 宇陀市 - 吉野郡東吉野村
- 三重県
  - 松阪市

### 交差する道路
| 交差する道路 | 都道府県名 | 市町村名   | 市町村名   | 交差する場所             | 交差する場所          |
| --- | ---------- | ---------- | ---------- | ------------------------ | --------------------- |
| 国道170号 大阪府道20号枚方富田林泉佐野線 重複 大阪府道31号堺羽曳野線                                                                   | 大阪府     | 羽曳野市   | 羽曳野市   | 白鳥2丁目                | 白鳥交差点 / 起点     |
| 大阪府道802号八尾河内長野自転車道線 | 大阪府     | 羽曳野市   | 羽曳野市   | 古市                     | [ 注釈 8 ]            |
| 大阪府道27号柏原駒ヶ谷千早赤阪線 重複区間起点                                                                                          | 大阪府     | 羽曳野市   | 羽曳野市   | 川向                     |                       |
| 大阪府道27号柏原駒ヶ谷千早赤阪線 重複区間終点                                                                                          | 大阪府     | 羽曳野市   | 羽曳野市   | 駒ヶ谷                   |                       |
| 奈良県道・大阪府道703号香芝太子線 | 大阪府     | 南河内郡   | 太子町     | 大字春日                 | 春日北交差点          |
| 大阪府道32号美原太子線 大阪府道33号富田林太子線                                                                                        | 大阪府     | 南河内郡   | 太子町     | 大字山田                 | 太子町交番前交差点    |
| 大阪府南河内広域農道 / 南河内グリーンロード 重複区間起点                                                                               | 大阪府     | 南河内郡   | 太子町     | 大字山田                 |                       |
| 大阪府南河内広域農道 / 南河内グリーンロード 重複区間終点                                                                               | 大阪府     | 南河内郡   | 太子町     | 大字山田                 | 風鼻橋東詰交差点      |
| 奈良県道・大阪府道704号竹内河南線 | 奈良県     | 葛城市     | 葛城市     | 竹内                     |                       |
| 奈良県道30号御所香芝線 | 奈良県     | 葛城市     | 葛城市     | 竹内                     | 竹内交差点            |
| 国道168号 重複区間起点 | 奈良県     | 葛城市     | 葛城市     | 長尾                     | 長尾交差点            |
| 奈良県道132号河合大和高田線 | 奈良県     | 大和高田市 | 大和高田市 | 大中南町                 | 大中橋交差点          |
| 奈良県道5号大和高田斑鳩線 | 奈良県     | 大和高田市 | 大和高田市 | 北片塩町                 | 北片塩町交差点        |
| 国道165号 重複区間起点 大阪府道・奈良県道12号堺大和高田線 重複区間起点                                                                 | 奈良県     | 大和高田市 | 大和高田市 | 旭北町                   | 旭北町交差点          |
| 国道165号 重複区間終点 大阪府道・奈良県道12号堺大和高田線 重複区間終点 奈良県道116号大和高田御所線 奈良県道277号大和高田広陵線 重複    | 奈良県     | 大和高田市 | 大和高田市 | 今里町                   | 今里交差点            |
| 奈良県道5号大和高田斑鳩線 | 奈良県     | 大和高田市 | 大和高田市 | 片塩町                   | 片塩ロータリー交差点  |
| 奈良県道132号河合大和高田線 | 奈良県     | 大和高田市 | 大和高田市 | 西三倉堂1丁目            | 三倉堂南交差点        |
| 国道24号 / E91 大和高田バイパス 国道165号 重複 国道168号 重複区間終点                                                                  | 奈良県     | 葛城市     | 葛城市     | 東室                     | 東室交差点            |
| 奈良県道274号明日香大和郡山自転車道線 重複区間起点                                                                                     | 奈良県     | 大和高田市 | 大和高田市 | 大字勝目                 |                       |
| 奈良県道116号大和高田御所線 | 奈良県     | 大和高田市 | 大和高田市 | 大字勝目                 | 勝目交差点            |
| 奈良県道35号橿原高取線 重複区間起点 奈良県道274号明日香大和郡山自転車道線 重複区間終点                                                 | 奈良県     | 橿原市     | 橿原市     | 新堂町                   | 新堂ランプ交差点      |
| 奈良県道35号橿原高取線 重複区間終点 | 奈良県     | 橿原市     | 橿原市     | 新堂町                   | 新堂町東交差点        |
| 国道24号 / 橿原バイパス 重複区間終点 国道165号                                                                                         | 奈良県     | 橿原市     | 橿原市     | 曲川町7丁目              | 曲川町東交差点        |
| 奈良県道207号見瀬五井線 | 奈良県     | 橿原市     | 橿原市     | 五井町                   | 五井町交差点          |
| 国道24号 重複区間起点 国道165号 / 四条道路 重複区間起点 奈良県道161号畝傍御陵前停車場四条線 奈良県道274号明日香大和郡山自転車道線 重複 | 奈良県     | 橿原市     | 橿原市     | 四条町                   | 四条町交差点          |
| 国道169号 重複区間起点 奈良県道206号豊浦大和八木停車場線 重複区間起点                                                                  | 奈良県     | 橿原市     | 橿原市     | 兵部町（ひょうぶちょう） | 兵部町交差点          |
| 国道24号 重複区間終点 | 奈良県     | 橿原市     | 橿原市     | 八木町1丁目              | 橿原郵便局前交差点    |
| 奈良県道206号豊浦大和八木停車場線 重複区間終点                                                                                         | 奈良県     | 橿原市     | 橿原市     | 八木町1丁目              |                       |
| 国道165号 / 橿原バイパス | 奈良県     | 橿原市     | 橿原市     | 醍醐町                   | 醍醐西交差点          |
| 国道169号 / 桜井バイパス 奈良県道15号桜井明日香吉野線                                                                                  | 奈良県     | 桜井市     | 桜井市     | 大字阿部                 | 阿部交差点            |
| 国道169号 重複区間終点 | 奈良県     | 桜井市     | 桜井市     | 大字谷                   | 谷交差点              |
| 奈良県道154号桜井停車場線 | 奈良県     | 桜井市     | 桜井市     | 大字桜井                 | 磐余橋北詰交差点      |
| 奈良県道37号桜井吉野線 | 奈良県     | 桜井市     | 桜井市     | 大字桜井                 | 薬師町交差点          |
| 国道165号 重複区間終点 | 奈良県     | 桜井市     | 桜井市     | 大字外山                 | 外山交差点            |
| 奈良県道198号粟原榛原線 | 奈良県     | 桜井市     | 桜井市     | 大字粟原                 | 女寄（みより）交差点  |
| 国道370号 重複区間起点 | 奈良県     | 宇陀市     | 宇陀市     | 大宇陀内原               | 内原交差点            |
| 国道370号 重複区間終点 | 奈良県     | 宇陀市     | 宇陀市     | 大宇陀拾生               | 拾生交差点            |
| 奈良県道31号榛原菟田野御杖線 | 奈良県     | 宇陀市     | 宇陀市     | 菟田野岩崎               | 岩崎東口交差点        |
| 奈良県道218号内牧菟田野線 | 奈良県     | 宇陀市     | 宇陀市     | 菟田野古市場             | 水分橋南詰交差点      |
| 奈良県道135号宇太三茶屋線 | 奈良県     | 宇陀市     | 宇陀市     | 菟田野古市場             |                       |
| 奈良県道31号榛原菟田野御杖線 | 奈良県     | 宇陀市     | 宇陀市     | 菟田野古市場             | 地蔵の辻交差点        |
| 奈良県道31号榛原菟田野御杖線 | 奈良県     | 宇陀市     | 宇陀市     | 菟田野松井               | 新松井橋交差点        |
| 奈良県道219号佐倉大宇陀線 | 奈良県     | 宇陀市     | 宇陀市     | 菟田野佐倉               |                       |
| 奈良県道16号吉野東吉野線 | 奈良県     | 吉野郡     | 東吉野村   | 大字鷲家（わしか）       |                       |
| 奈良県道221号小村木津線 | 奈良県     | 吉野郡     | 東吉野村   | 大字木津（こつ）         |                       |
| 奈良県道251号谷尻木津線 | 奈良県     | 吉野郡     | 東吉野村   | 大字木津                 |                       |
| 奈良県道28号吉野室生寺針線 | 奈良県     | 吉野郡     | 東吉野村   | 大字木津                 |                       |
| 奈良県道・三重県道783号土屋原飯高線 | 三重県     | 松阪市     | 松阪市     | 飯高町波瀬               |                       |
| 三重県道569号蓮峡線 重複区間起点 | 三重県     | 松阪市     | 松阪市     | 飯高町森                 |                       |
| 三重県道569号蓮峡線 重複区間終点 | 三重県     | 松阪市     | 松阪市     | 飯高町森                 |                       |
| 三重県道569号蓮峡線 重複区間起点 | 三重県     | 松阪市     | 松阪市     | 飯高町宮本               |                       |
| 三重県道569号蓮峡線 重複区間終点 | 三重県     | 松阪市     | 松阪市     | 飯高町宮本               |                       |
| 国道422号 重複区間起点 | 三重県     | 松阪市     | 松阪市     | 飯高町富永               |                       |
| 国道422号 重複区間終点 | 三重県     | 松阪市     | 松阪市     | 飯高町赤桶               |                       |
| 三重県道745号片野飯高線 | 三重県     | 松阪市     | 松阪市     | 飯高町宮前               |                       |
| 三重県道710号飯南三瀬谷停車場線 | 三重県     | 松阪市     | 松阪市     | 飯南町粥見               | 粥見出鹿交差点        |
| 国道368号 重複区間起点 | 三重県     | 松阪市     | 松阪市     | 飯南町粥見               | 粥見井尻交差点        |
| 国道368号 重複区間終点 国道369号 重複区間起点                                                                                          | 三重県     | 松阪市     | 松阪市     | 飯南町粥見               | 粥見赤滝交差点        |
| 三重県道704号朝柄小片野線 | 三重県     | 松阪市     | 松阪市     | 小片野町                 | 小片野町交差点        |
| 三重県道700号小片野駅部田線 | 三重県     | 松阪市     | 松阪市     | 小片野町                 | 大石駐在所前交差点    |
| 三重県道429号佐原勢和松阪線 | 三重県     | 松阪市     | 松阪市     | 茅原町                   |                       |
| 三重県道29号松阪青山線 | 三重県     | 松阪市     | 松阪市     | 辻原町                   | 辻原町交差点          |
| 三重県道59号松阪第2環状線 重複区間起点                                                                                                 | 三重県     | 松阪市     | 松阪市     | 桂瀬町                   | 桂瀬町交差点          |
| 三重県道59号松阪第2環状線 重複区間終点                                                                                                 | 三重県     | 松阪市     | 松阪市     | 丹生寺町                 | 丹生寺町交差点        |
| 三重県道147号松阪嬉野線 重複区間起点                                                                                                   | 三重県     | 松阪市     | 松阪市     | 田村町                   | 西田村交差点          |
| 三重県道147号松阪嬉野線 重複区間終点                                                                                                   | 三重県     | 松阪市     | 松阪市     | 田村町                   | 田村町交差点          |
| 三重県道160号松阪多気線 | 三重県     | 松阪市     | 松阪市     | 大黒田西                 | 大黒田西交差点        |
| 三重県道756号松阪環状線 | 三重県     | 松阪市     | 松阪市     | 大黒田西                 | 大黒田町交差点        |
| 三重県道60号伊勢松阪線 | 三重県     | 松阪市     | 松阪市     | 愛宕町1丁目              | 愛宕町西交差点        |
| 国道369号 重複区間終点 三重県道37号鳥羽松阪線                                                                                          | 三重県     | 松阪市     | 松阪市     | 宮町                     | 宮町交差点            |
| 三重県道509号松阪港線 | 三重県     | 松阪市     | 松阪市     | 鎌田町                   | 鎌田町交差点          |
| 三重県道59号松阪第2環状線 三重県道699号六軒鎌田線                                                                                      | 三重県     | 松阪市     | 松阪市     | 大塚町                   | 大塚町交差点          |
| 三重県道756号松阪環状線 | 三重県     | 松阪市     | 松阪市     | 久米町                   | 久米交差点            |
| 三重県道699号六軒鎌田線 | 三重県     | 松阪市     | 松阪市     | 松崎浦町                 | 松崎浦町交差点        |
| 国道23号 三重県道580号白山小津線 | 三重県     | 松阪市     | 松阪市     | 小津町                   | 小津町南交差点 / 終点 |

作成: 2010年3月10日

### 交差する鉄道
- 近鉄長野線
- 近鉄南大阪線
- 和歌山線
- 近鉄橿原線
- 桜井線
- 紀勢本線
- 近鉄山田線

### 峠
- 大阪府
  - 竹内峠（南河内郡太子町 - 奈良県葛城市）
- 奈良県
  - 女寄峠（桜井市 - 宇陀市）
  - 笹峠（宇陀市）
  - 佐倉峠（宇陀市 - 吉野郡東吉野村）
  - 高見峠（吉野郡東吉野村 - 三重県松阪市）

## ギャラリー

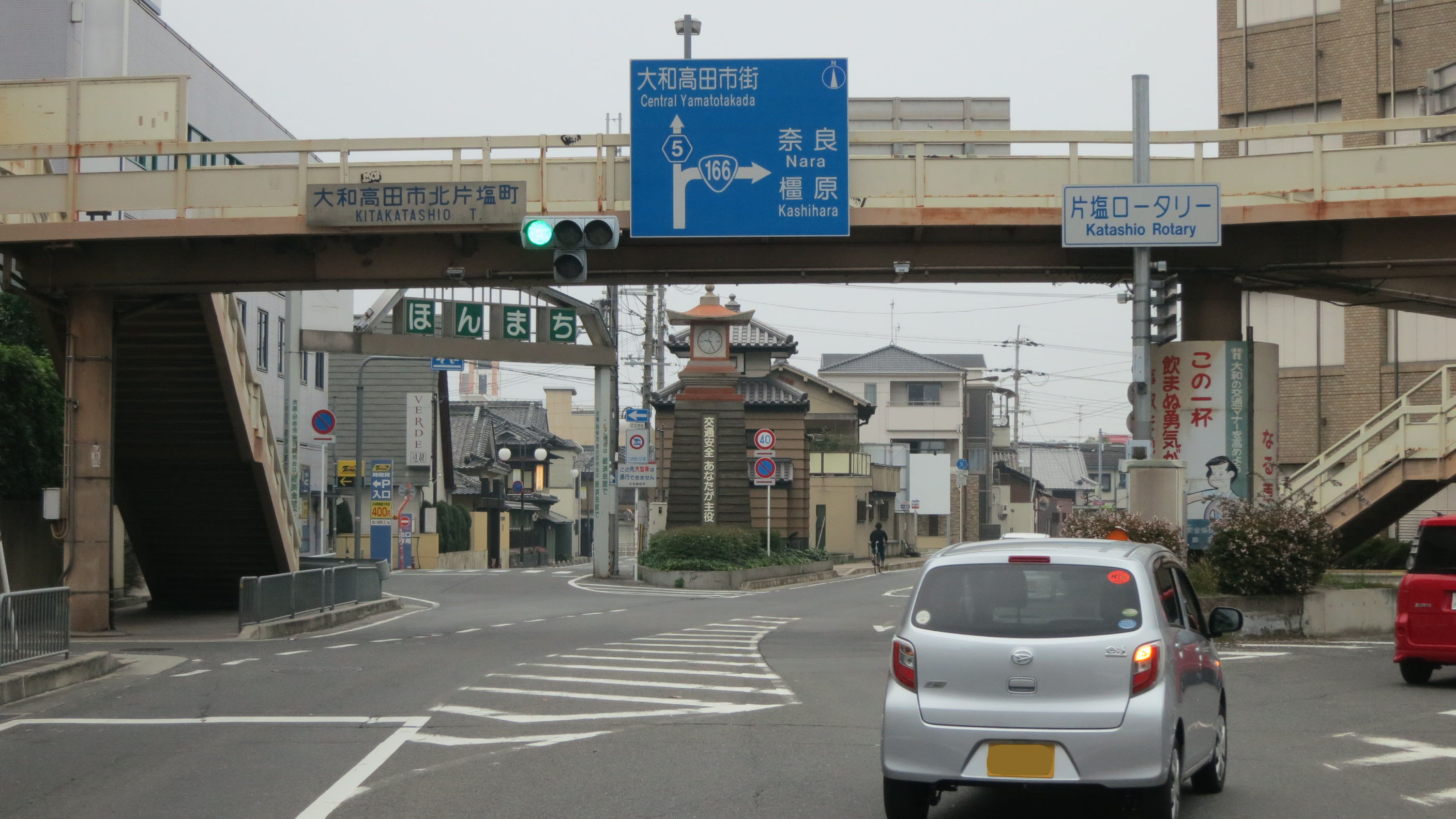
片塩ロータリー付近 奈良県大和高田市礒野東町
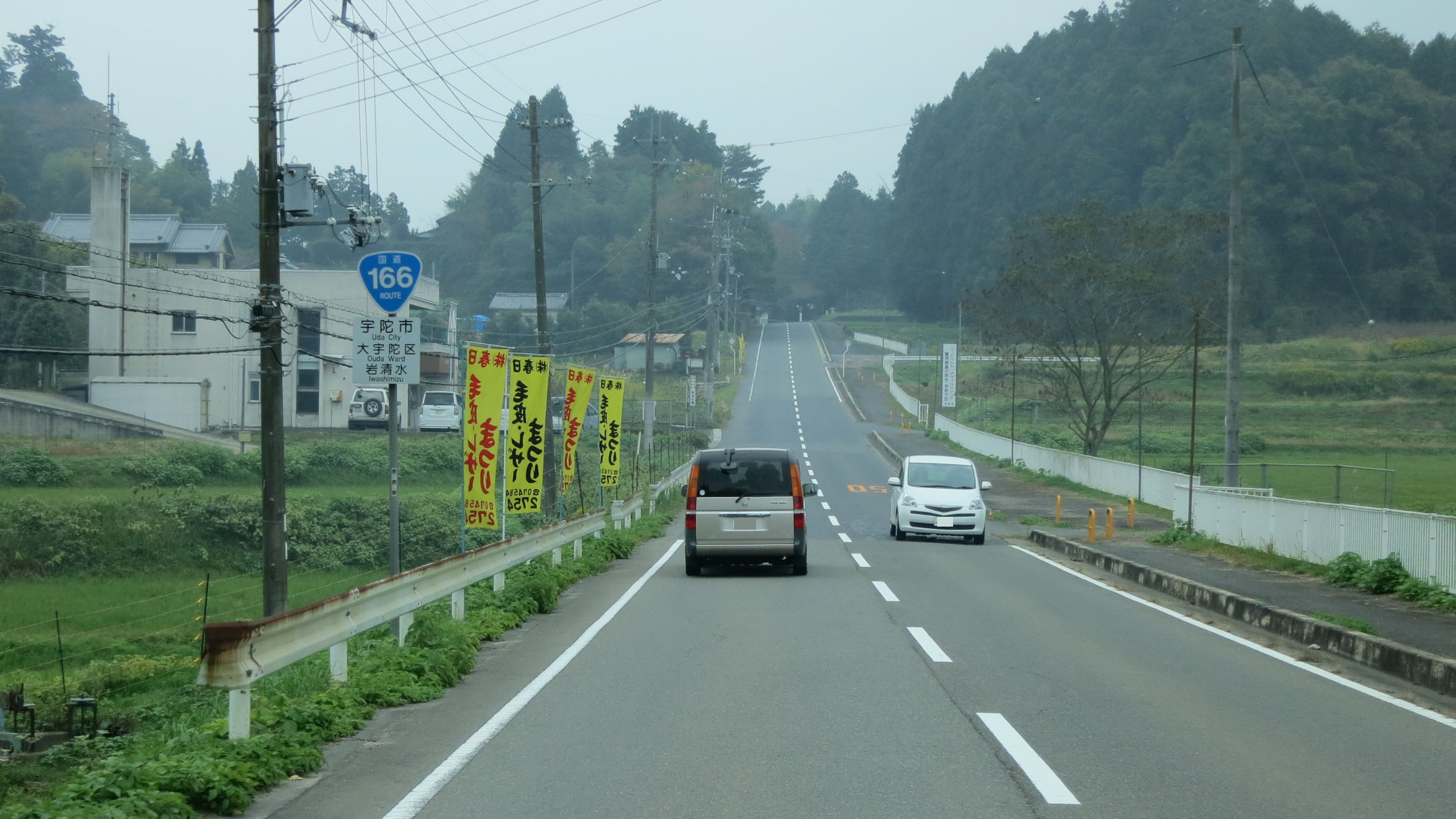
奈良県宇陀市大宇陀岩清水
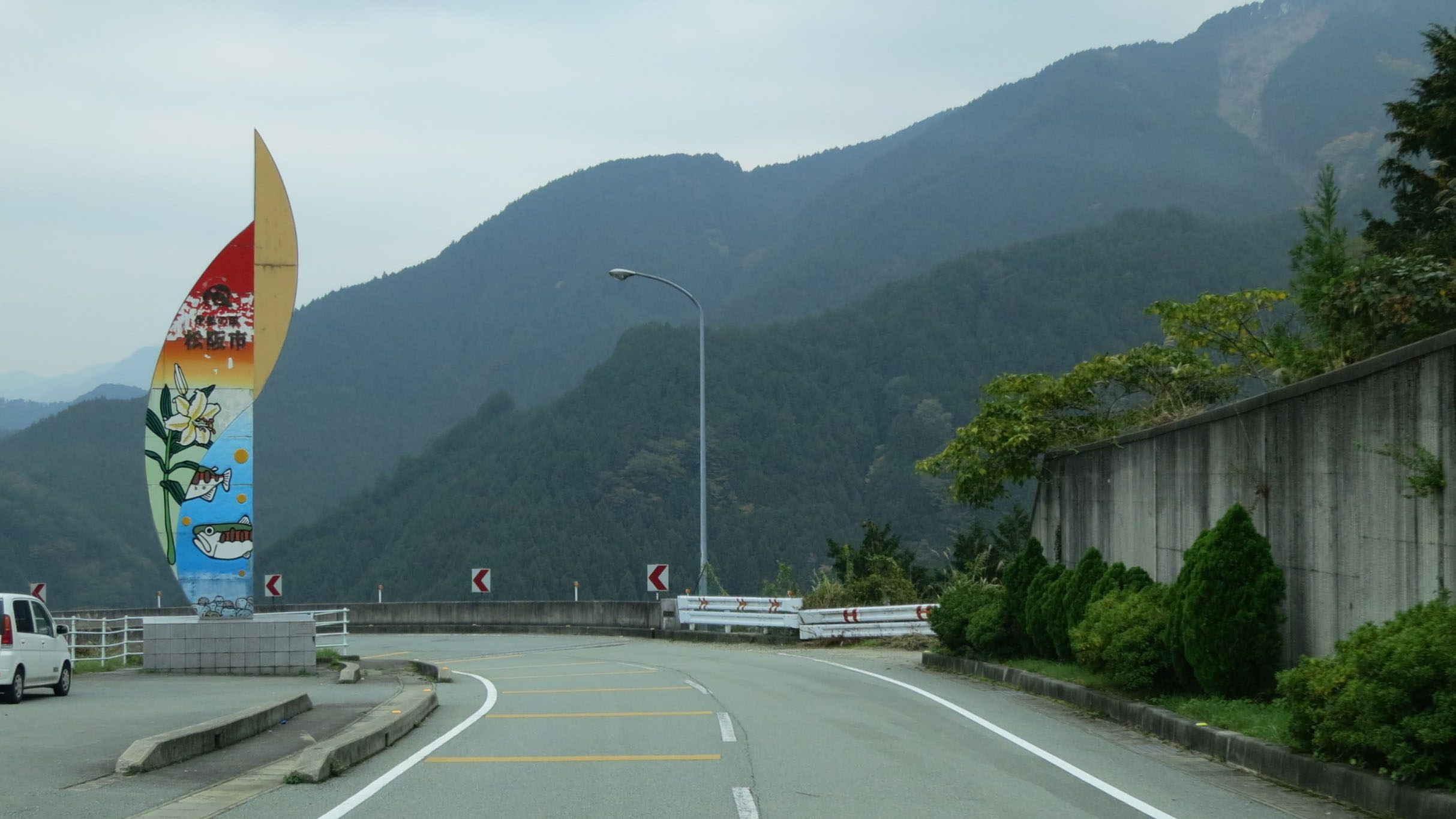
三重県松阪市境 三重県松阪市飯高町木梶
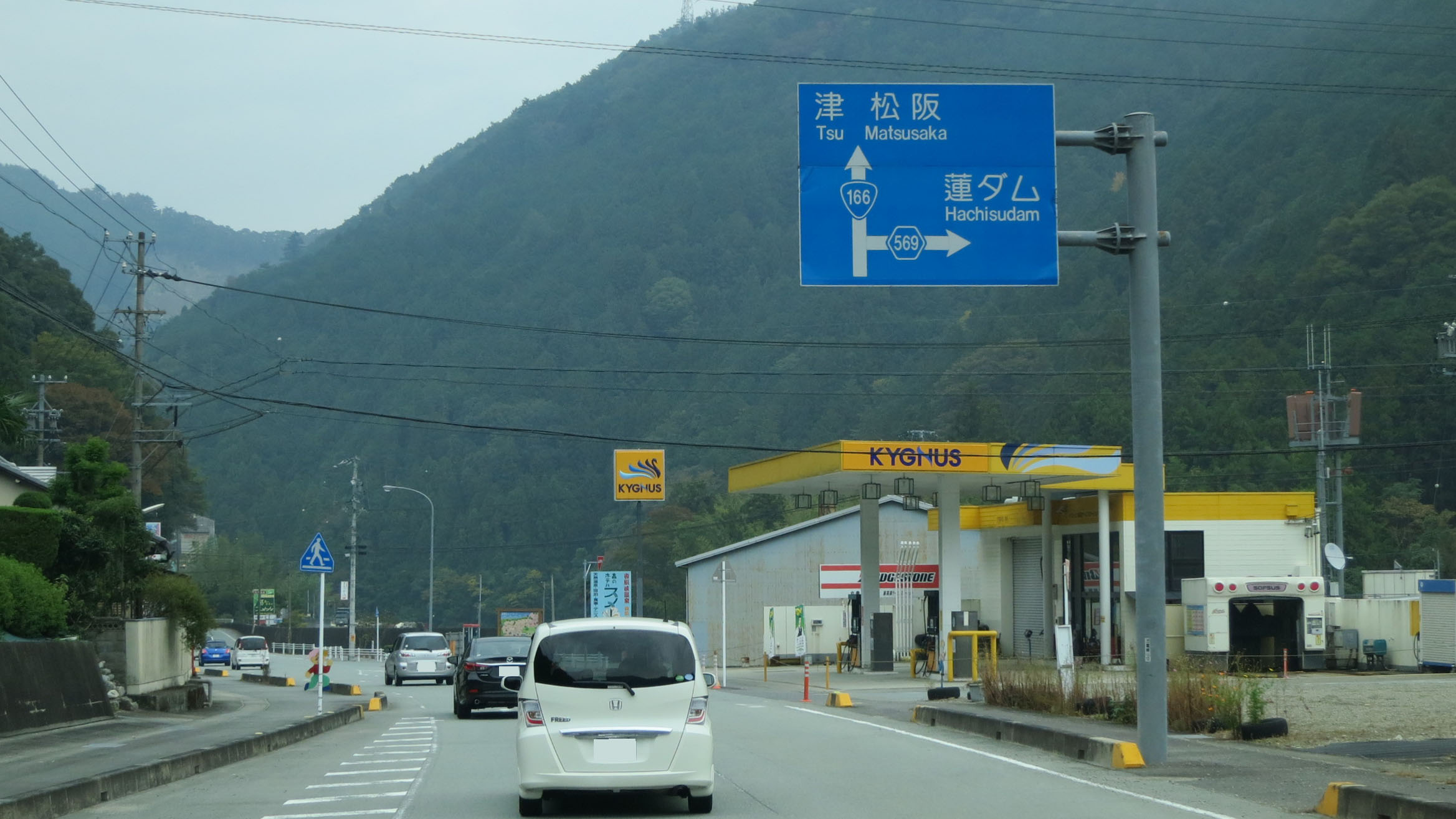
三重県松阪市飯高町森
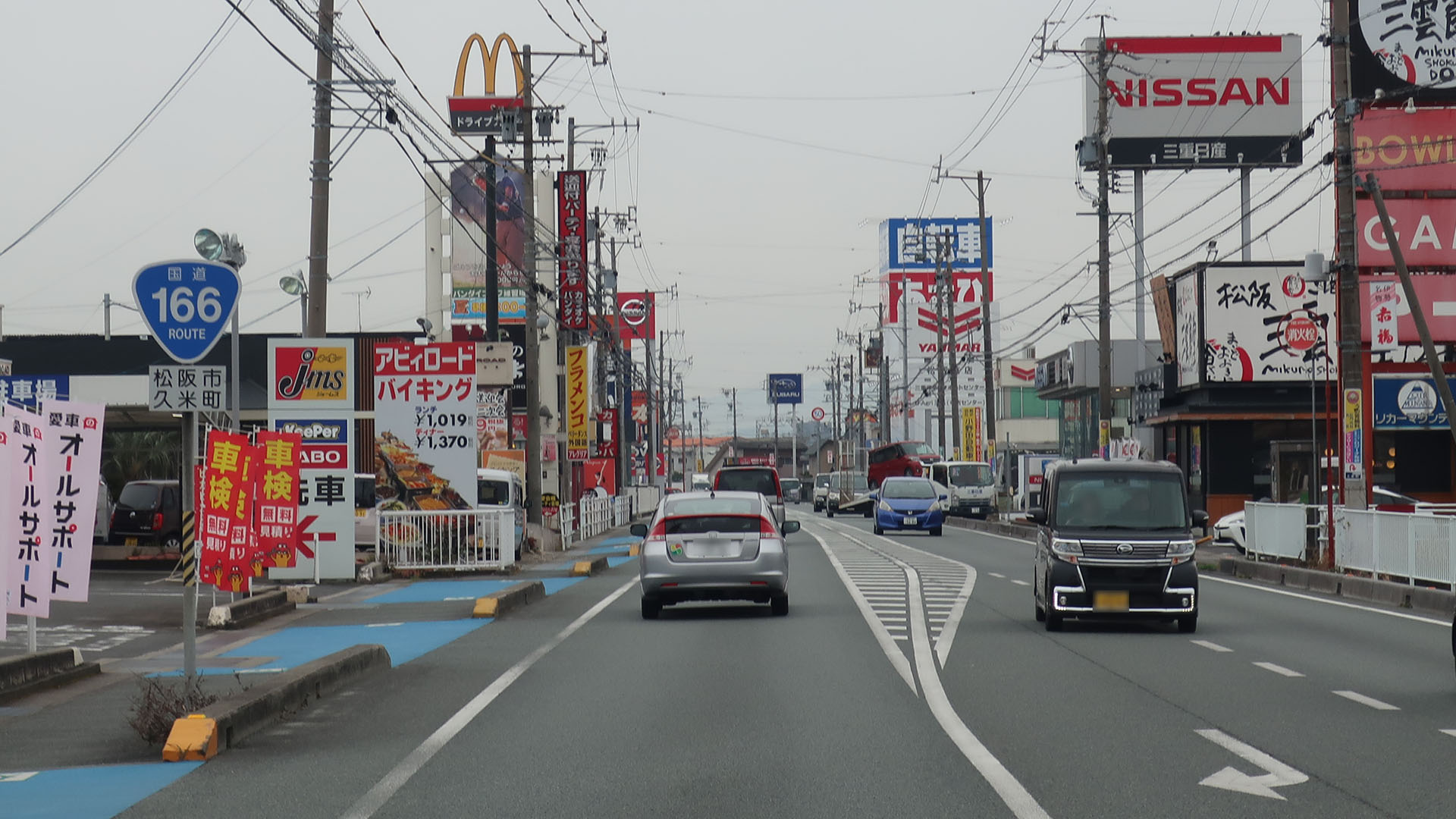
三重県松阪市久米町
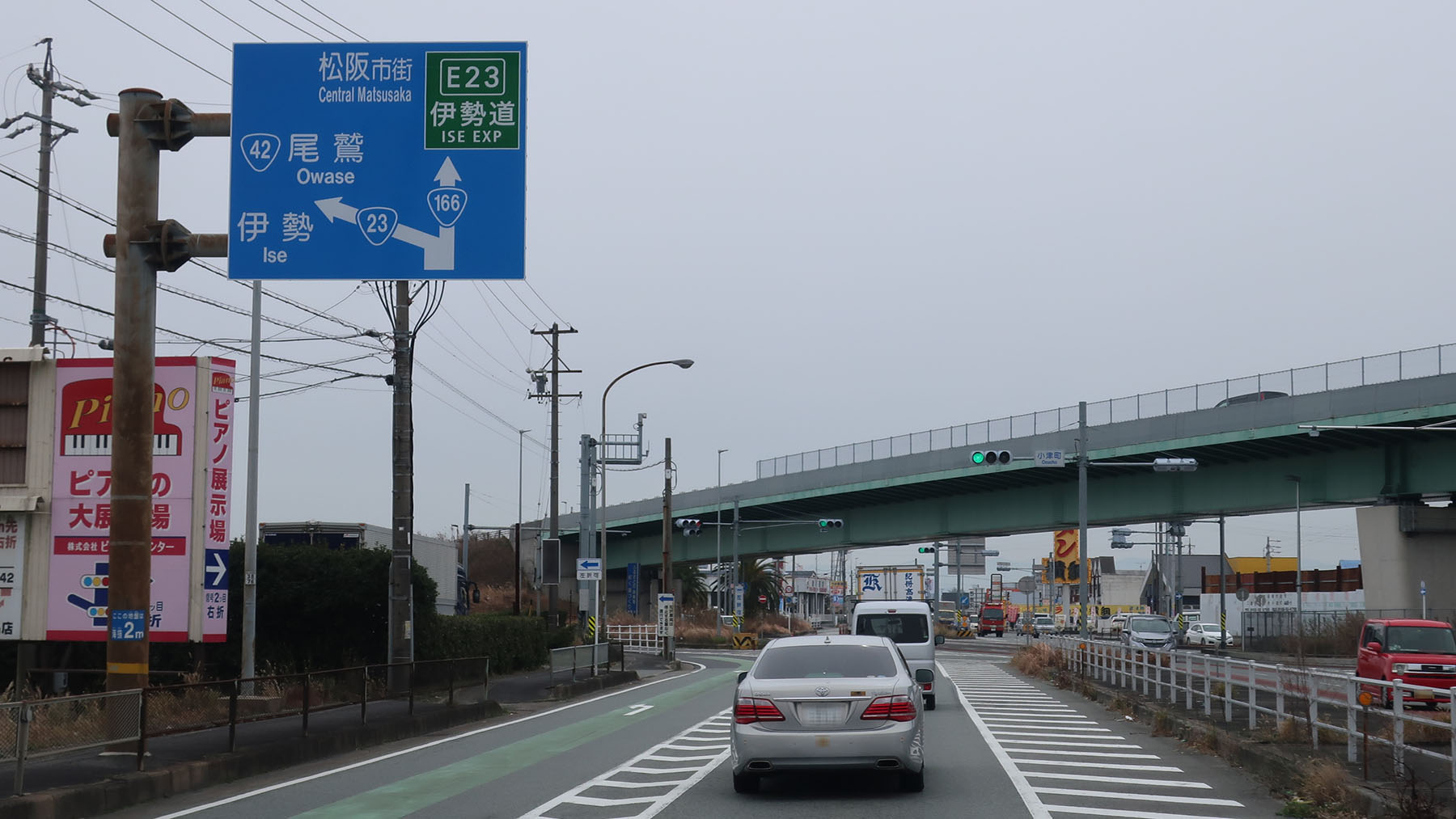
終点の小津町南交差点 三重県松阪市小津町